# Museo Lancia
Il Museo Lancia è stato un museo con sede negli ex stabilimenti e uffici della casa automobilistica italiana Lancia a Borgo San Paolo a Torino in Italia.

## Storia
Inaugurato il 5 novembre 1971 fu il primo museo ufficiale proprio della Lancia. La collezione si componeva di numerose vetture del marchio sia stradali che da competizione. La vettura più longeva esposta risaliva al 1908, ma vi erano anche altre vetture come la Lancia Lambda o la Lancia Beta, prototipi, modelli da corsa, come quelli impiegati nella Carrera Panamericana o in Formula 1.
Durante gli anni '80 il museo acquisì importanza come luogo per conferenze stampa del Gruppo Fiat.
Nel 1991 il museo venne chiuso al pubblico e la collezione di vetture Lancia stivata in un magazzino. Nel 1997 riaprì nell'ambito del progetto di una mostra denominata "Collezione Storica Lancia", con accesso da Via Caraglio e che rimase aperta fino al 2007.
In seguito alla vendita degli immobili e al processo di rifunzionalizzazione delle aree ex Lancia la collezione è stata trasferita in un capannone a Beinasco e successivamente a Mirafiori, pur non venendo più esposta al pubblico.
Dal 2019, con l'apertura dello spazio espositivo FCA Heritage Hub, una parte delle vetture Lancia sono tornate nuovamente esposte a rotazione in un ambiente visitabile, presso l'Officina 81, insieme ad altri modelli Fiat, Abarth e Alfa Romeo.